# Atakora
Atakora ist ein Département Benins mit der Hauptstadt Natitingou.

## Geographie
Das Departement liegt im Nordwesten des Landes und grenzt im Norden an Burkina Faso, im Süden an das Departement Donga, im Westen an Togo, im Nordosten an das Departement Alibori und im Südosten an das Departement Borgou.

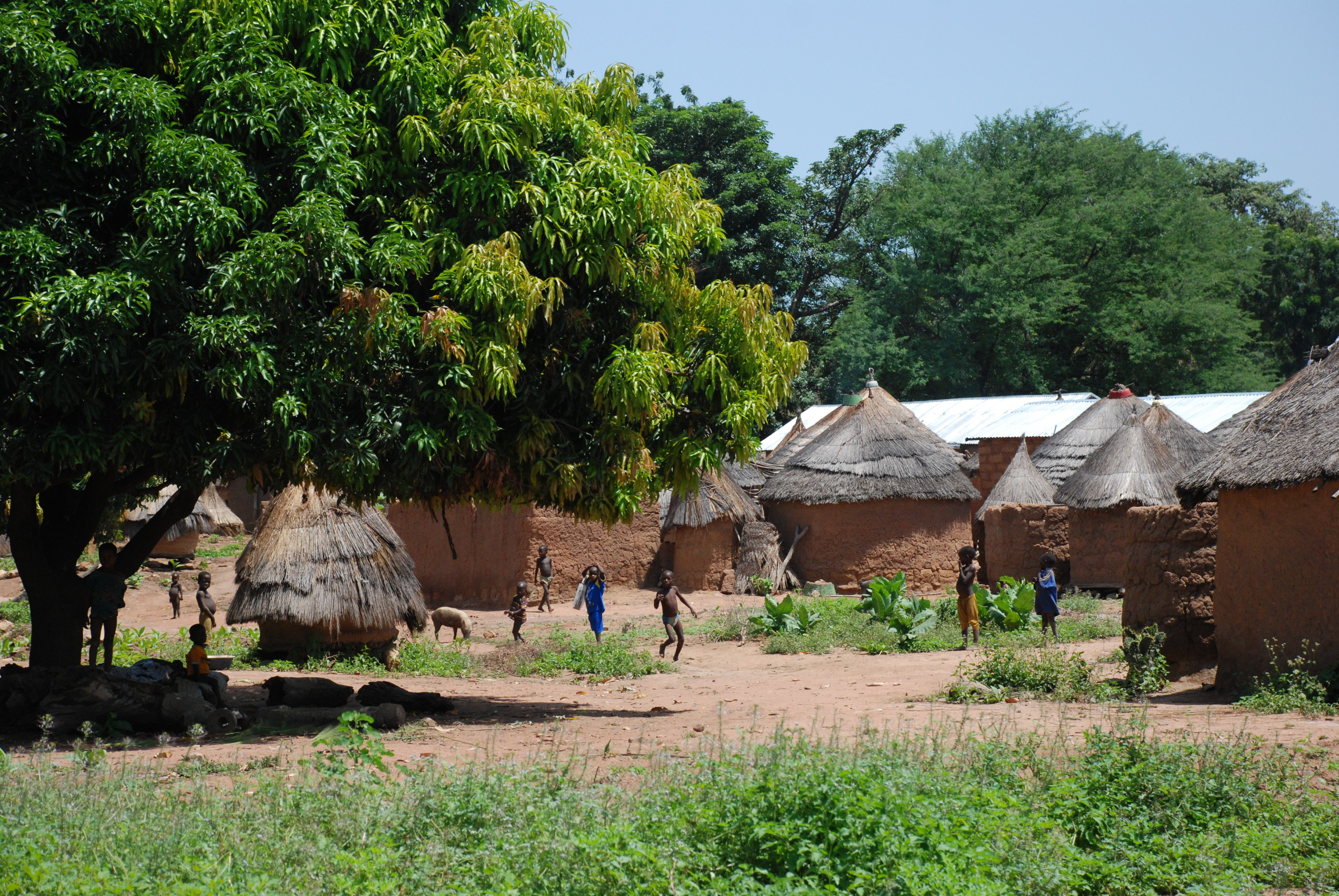
Dorf in der Atakora-Kette, nördlich von Natitingou.
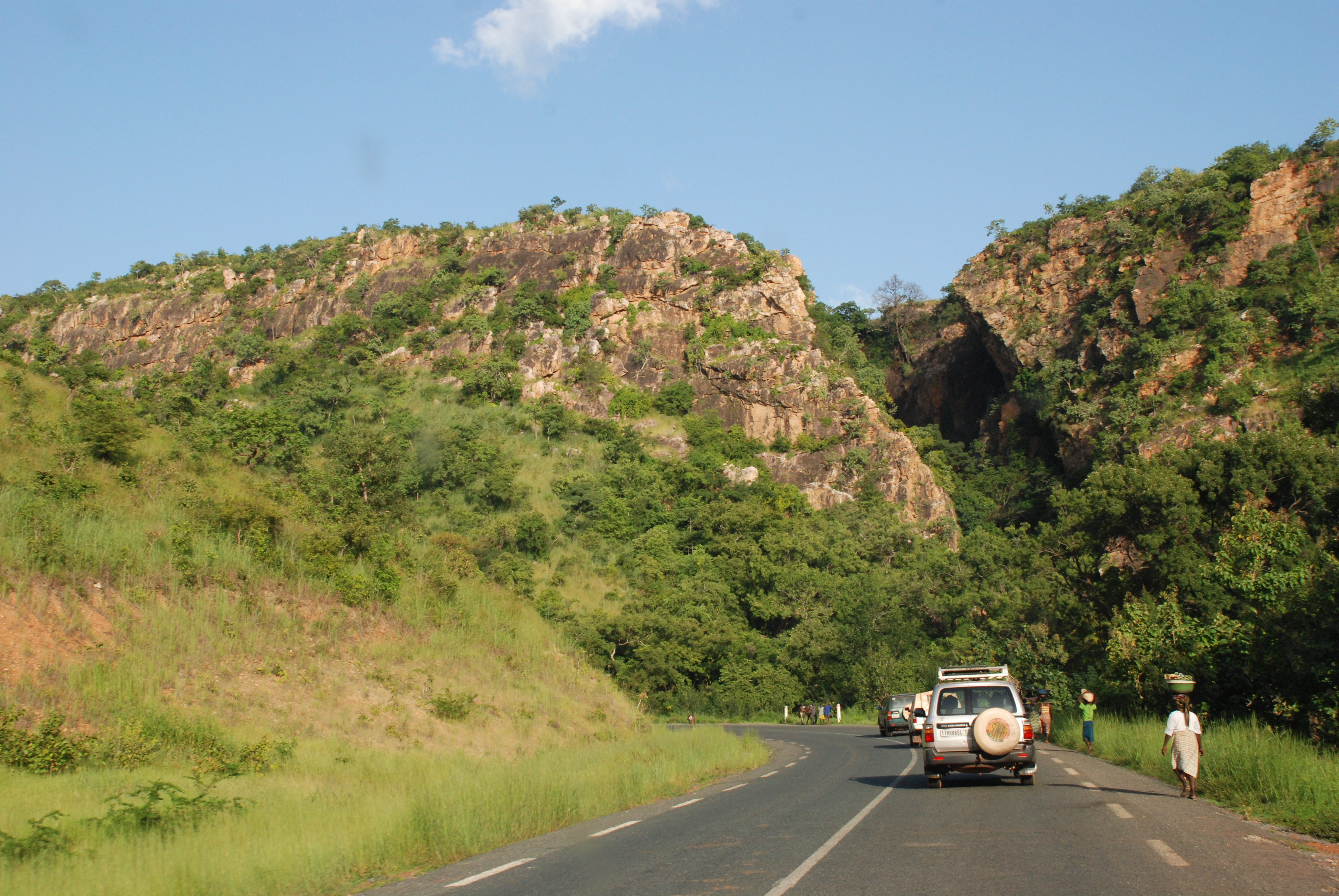
Überlandstraße von Tangieta nach Natitingou, bevor man wieder ins Flachland kommt.
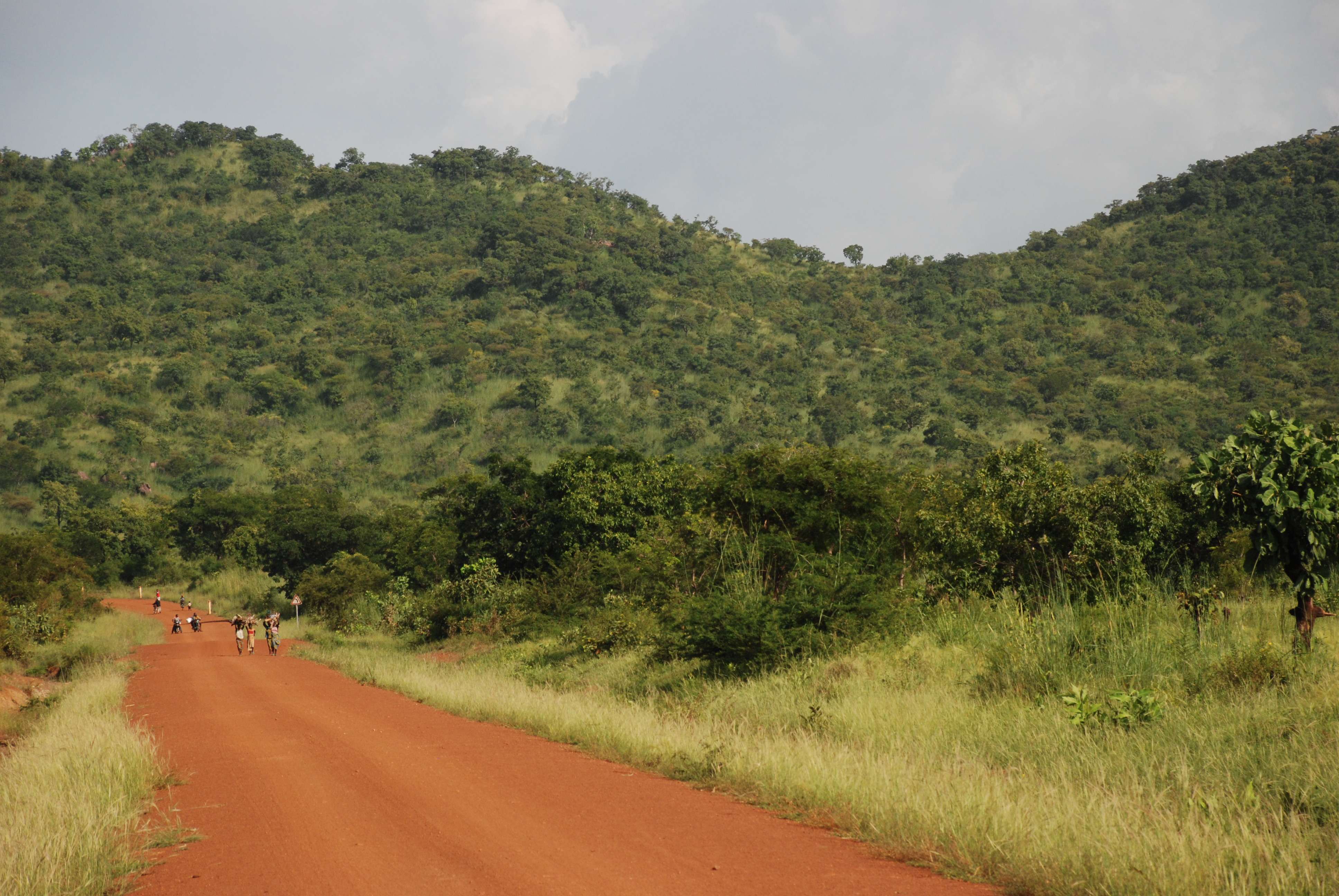
Landschaft im Departement Atakora nördlich der Atakora-Kette.

### Gliederung
Atakora ist in folgende Kommunen gegliedert:

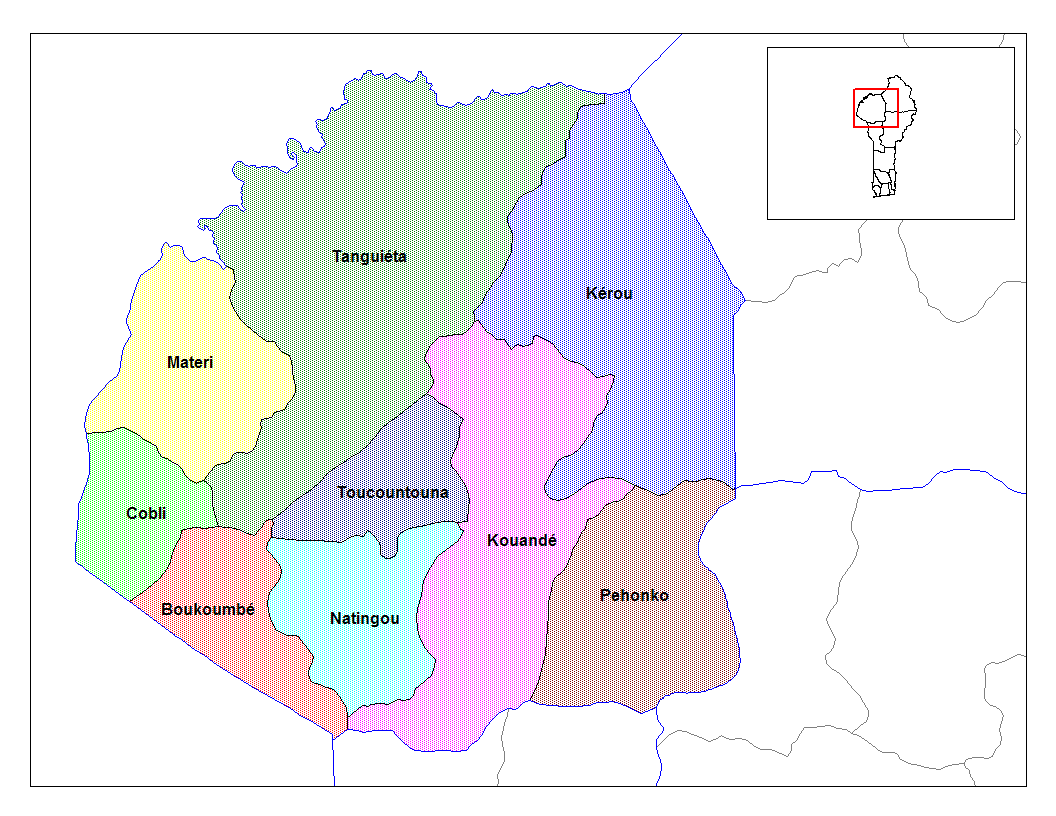
Kommunen von Atakora

- Boukoumbé
- Cobly
- Kérou
- Kouandé
- Matéri
- Natitingou
- Pehonko
- Tanguiéta
- Toucountouna

## Geschichte
1999 wurde der südliche Teil als Departement Donga abgetrennt.

## Bevölkerung
Bei der letzten Volkszählung 2013 lebten im Departement 772.262 Menschen.

### Volksgruppen
Die größten Völker sind die Bariba mit 19,1 %, die Berba mit 14,2 %, die Ditamari mit 11,0 %, die Natemi mit 9,9 %, die Fulbe mit 9,8 % und die Otamari mit 4,9 % Anteil an der Gesamtbevölkerung.

### Religion
Im Gegensatz zu den anderen Regionen von Nord-Benin sind die Anhänger des Islam mit 23,9 % nur eine Minderheit. Ungefähr gleich viele Mitglieder (genau 24,0 %) zählt das Christentum (darunter rund 82 % Katholiken). Somit bekennt sich noch etwa die Hälfte der Bevölkerung zu traditionellen Glaubensbekenntnissen.